# Departamento Famatina
Famatina es un departamento ubicado en la provincia de La Rioja (Argentina). Su ciudad cabecera, la localidad de Famatina, se encuentra a una distancia de 230 km de la ciudad de La Rioja y a 1234 km de la ciudad de Buenos Aires.

## Historia
La región que actualmente es el departamento Famatina fue habitada inicialmente por pueblos cazadores recolectores que evolucionaron a culturas agroalfareras. Existen evidencias claras de población diaguita que mediante métodos primitivos desarrollaron las primeras extracciones de metal del cordón del Famatina. Hacia finales del siglo XV, los incas llegaron a la región, incorporándola a su imperio. Aún se conserva una pequeña porción del camino inca sobre la ladera del cerro General Belgrano.
Hacia finales del siglo XVI, llegó a la región el gobernador español Juan Ramírez de Velasco, con el objeto de realizar la explotación minera de la zona. Poco después, entre fines del siglo XVI y principios del XVII un grupo de jesuitas iniciaron la explotación, que quedó a su cargo hasta la disolución de la orden y la expulsión de sus miembros en 1773.
La extracción de los metales preciosos del cerro Famatina marcó la historia del departamento y sus habitantes hasta el presente. Desde el año 2005, se han interrumpido todas las actividades de minería en la zona, producto de la falta de licencia social y la resistencia de las comunidades a las explotaciones de megaminería.
Con el objeto de preservar los bienes culturales de valor histórico, en el año 1980 se estableció mediante decreto 2.357 la protección de iglesias, por ejemplo la iglesia de Santa Cruz y la iglesia de Campanas; edificios históricos, entre ellos la casa de los Villacorta, la casa de los Zamora, en Campanas o la casa de los Eyzaguirre y sitios arqueológicos como el camino del Inca, la fortaleza en la cuesta de Gualco, el parque Diaguitas, en Campanas, la pircada y el taller de flechas y puntas de lanzas de Chilitanga, o el sepulcro Indio de Los Morteritos.

## Toponimia
La palabra "Famatina" derivaría de la voz quechua "Huamatinag" o posiblemente "wamatinag" que significa "madre de los metales".

## Geografía

### Población
Para el censo 2022 el departamento registró 7002 habitantes. Esto representó un aumento en la cantidad de personas del 19,4%, menor al crecimiento poblacional provincial que se situó en 15,1%.Estos datos situaron al departamento como el tercero de mayor crecimiento y noveno más poblado de la provincia.
La evolución de la población del departamento Famatina muestra leves variaciones a lo largo de las décadas, presentando un crecimiento demográfico moderado.
| Gráfica de evolución demográfica de Departamento Famatina entre 1960 y 2022 |
|                                                                             |
| Fuente: Censos Nacionales de Población, Hogares y Viviendas.                |

Un elemento significativo resulta el crecimiento de las últimas décadas de la población en la localidad cabecera del departamento, si bien esto no significó el despoblamiento de las áreas rurales.
|                                   | 1960  | 1970  | 1980  | 1991  | 2001  | 2010  | 2022 |
| --------------------------------- | ----- | ----- | ----- | ----- | ----- | ----- | ---- |
| Total del Departamento            | 4655  | 4897  | 4702  | 5302  | 6301  | 5863  | 7002 |
| Famatina (Cabecera)               | 1330  | 1204  | 1237  | 1934  | 2492  | 2466  |      |
| Índice de población urbana (en %) | 28.57 | 24.58 | 26.30 | 36.47 | 39.54 | 42.06 |      |

Según datos del censo del año 2010, la densidad era de 1.3 hab/km².

### Superficie y límites
Si bien no existen conflictos o controversias en relación con los límites del departamento, existen divergencias en cuanto a su superficie. El área de Estadísticas e Información provincial afirma que la superficie es de 4587 km², la Secretaría de Turismo de La Rioja indica en su material de difusión publicado en abril de 2014 que la superficie es de 6030 km² y finalmente el Consejo Federal de Inversiones señala que el departamento Famatina tiene una extensión de 6371 km².

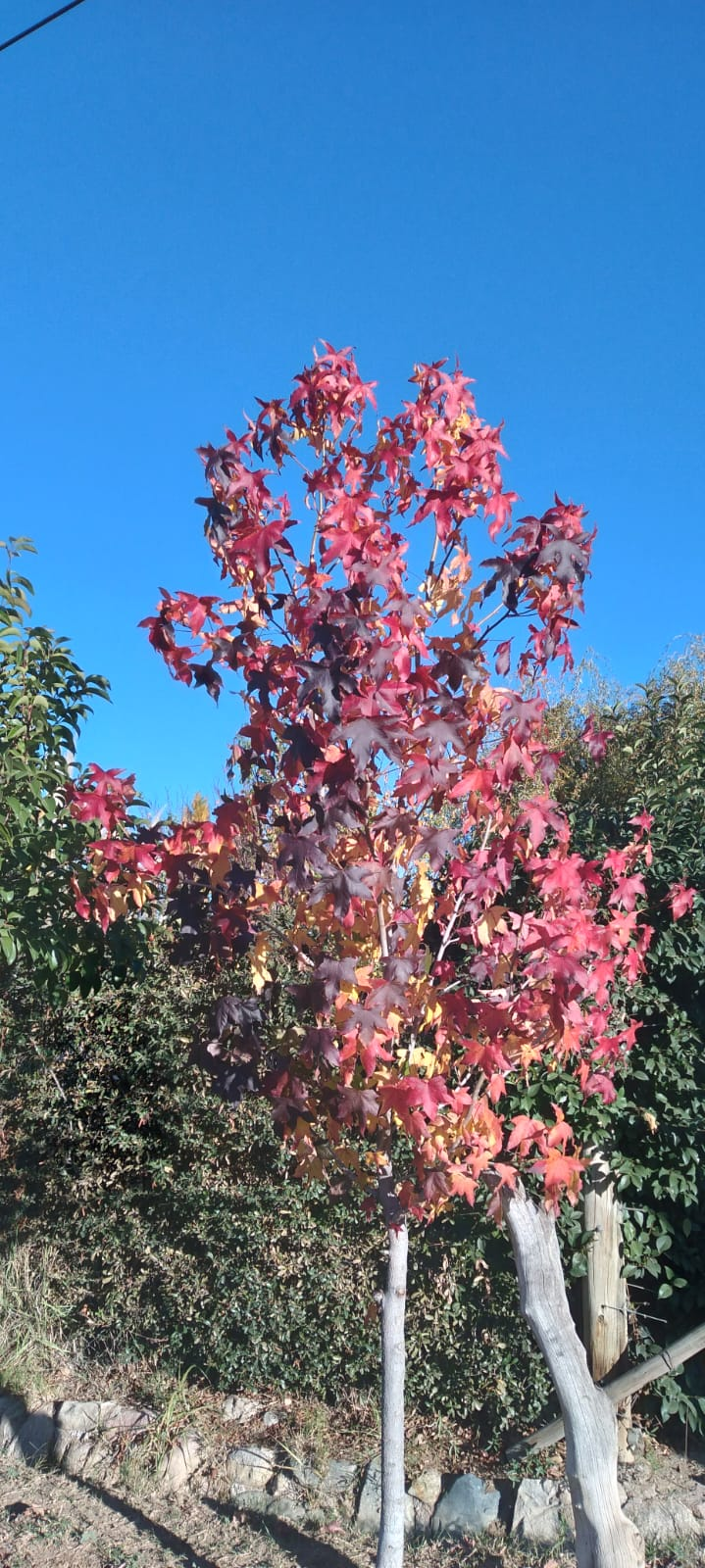
Famatina

El departamento limita al norte con la provincia de Catamarca, al este con los departamentos San Blas de los Sauces, Castro Barros y Sanagasta, al sur con el departamento Chilecito y al oeste con el departamento Vinchina. Sobre el oeste, el límite lo constituye el cordón de Famatina, un macizo con cumbres de más de 6000 m de altura, conocido por las explotaciones mineras que existieron en la zona desde épocas prehispánicas.

### Localidades y parajes

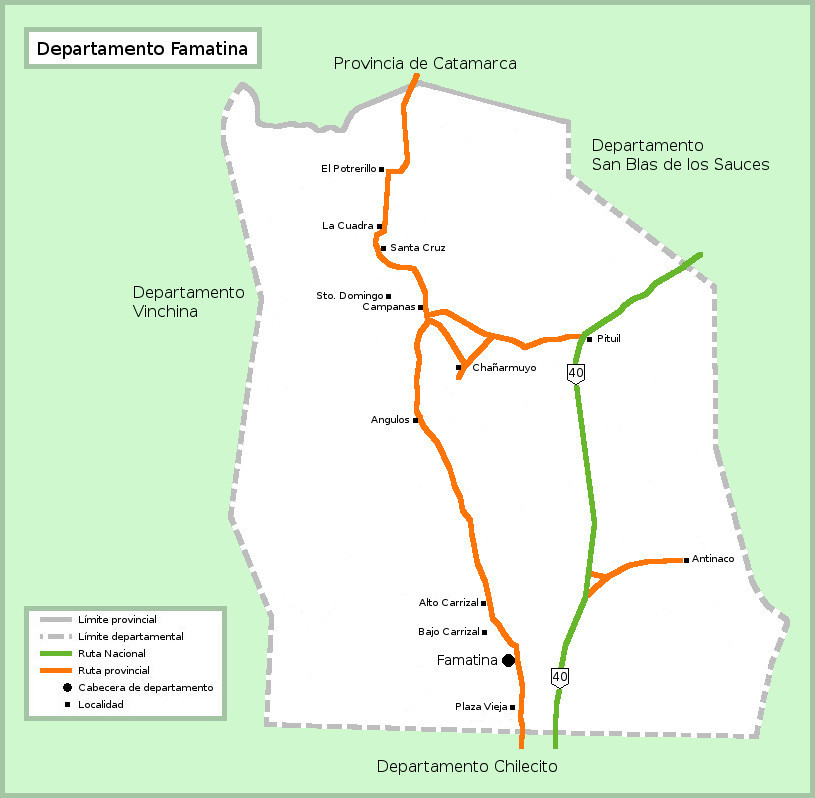
Esquema de las localidades más importantes del departamento Famatina, provincia de La Rioja, Argentina

La población urbana del departamento está concentrada en su ciudad cabecera. El resto de la población reside en pequeñas localidades y es considerada en conjunto población rural. 
La localidad de Campanas es la segunda en importancia del departamento, teniendo en cuenta el número de habitantes.
- Famatina
- Alto Carrizal
- Angulos
- Antinaco
- Bajo Carrizal
- Campanas
- Chañarmuyo
- El Potrerillo
- La Cuadra
- Pituil
- Plaza Vieja
- Santa Cruz
- Santo Domingo

Existen además una serie de pequeñísimos asentamientos aislados o caseríos, la mayoría de ellos dispersa en la región cercana al departamento Vinchina que no alcanzan los estándares mínimos para ser calificadas como localidades. En general, su emplazamiento depende de la disponibilidad de recurso hídrico y suelen no tener accesos por rutas nacionales o provinciales.

### Sismicidad
La sismicidad de la región de La Rioja es frecuente y de intensidad baja, y un silencio sísmico de terremotos medios a graves cada 30 años en áreas aleatorias.

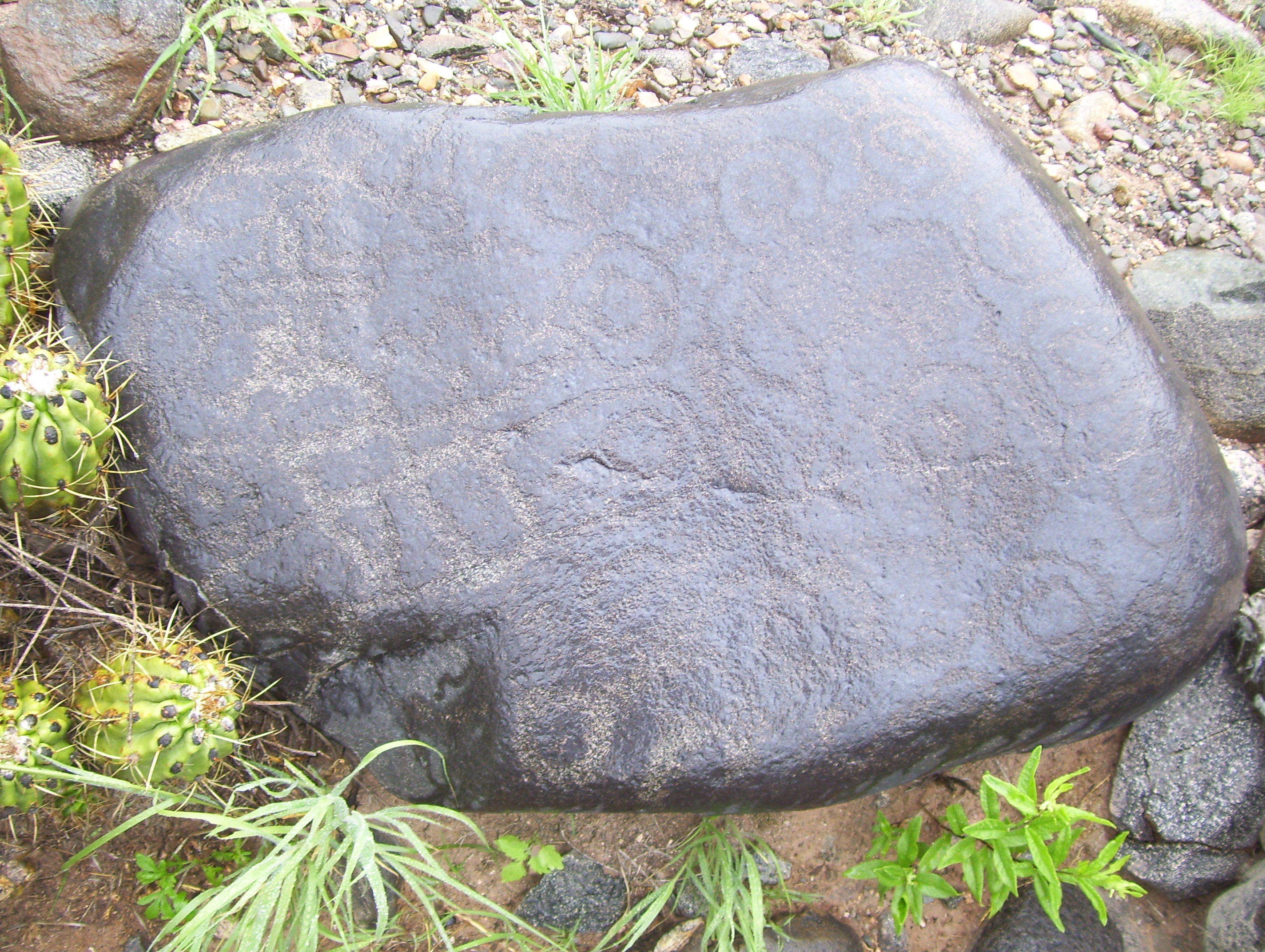
Petroglifos en Famatina

## Sitios de interés turístico
El departamento Famatina posee un gran potencial para el desarrollo del turismo. Parte de este potencial radica en la parte del cordón de Famatina que forma el lateral oeste del departamento, con alturas superiores a 6000 m s. n. m. y nieve en las cumbres en todas las estaciones. Se trata de una estructura serrana extraandina y es considerada la sierra con mayor altitud en el mundo. Curiosamente, dado que el verano es la época de mayores lluvias, la acumulación de nieve es aún más importante en época estival.
Sin embargo, hasta el 2015 no se habían formado aún equipos de guías capacitados ni se habían desarrollado circuitos, productos o servicios turísticos acordes con dicho potencial.
Turismo paisajístico, de recreación o aventura
- Sierra de Famatina
- Mina de Ocre
- Camino a Mina la Mejicana y Tres Piedras - Mina La Mejicana
- El Pesebre o La pollera de la Gitana
- Las Cuevas
- Cuesta Vieja
- Dique de Chañarmuyo
- Cuesta de la Aguadita

Turismo cultural, histórico o arqueológico
- Nogal Cuatricentenario
- La salamanca y el circuito del encanto
- Museo “Acnin”
- Museo arqueológico
- Molinos harineros de Pituil y de Campanas
- Ruinas arqueológicas de La Parrilla
- Parque Diaguita
- Traza del Camino Inca

Turismo religioso
- Iglesia San Pedro de Famatina
- Capilla María Auxiliadora de Alto Carrizal
- Iglesia San José
- Iglesia del Carmen
- Iglesia Santo Domingo de Guzmán
- Santuario Niño de Hualco
- Iglesia del Señor de la Salud
- Iglesia del Rosario

## Actividades económicas
La economía del departamento Famatina esta fuertemente influida por las disputas y controversias generadas desde hace décadas en torno a la actividad minera en el Cerro General Belgrano, cumbre máxima del Nevado de Famatina. 
La ganadería es especialmente caprina y en menor medida bovina y ovina. La agricultura se desarrolla exclusivamente en las áreas donde existe riego. Resulta especialmente significativa el área destinada al cultivo de nogales. Se cultivan además vides y frutales. 
| Año  | Bovinos | Caprinos | Ovinos | Porcinos | Vides (ha.) | Olivos (ha.) | Nogales (ha.) | Frutales (ha.) | Forrajeras (ha.) | Otros (ha.) | Total ha. implantadas |
| ---- | ------- | -------- | ------ | -------- | ----------- | ------------ | ------------- | -------------- | ---------------- | ----------- | --------------------- |
| 2002 | 2696    | 9635     | 1325   | 549      | -           | -            | -             | 1995.4         | 122              | 73.2        | 2206.1                |
| 2008 | 1282    | 2803     | 950    | 421      | 251.9       | 44.7         | 1414.1        | 171.1          | 87.8             | 41.2        | 2041.8                |

(Fuente: Censo Nacional Agropecuario 2002 y 2008)
Los datos del Censo Nacional Agropecuario del año 2002 agrupan las hectáreas destinadas a vides, olivos y nogales dentro del ítem "Frutales"
Las actividades relacionadas con la prestación de servicios turísticos, alojamiento y gastronomía tiene un gran potencial aunque hasta el año 2015 su desarrollo era incipiente. Según lo informado por el área, en el año 2011 el departamento sólo contaba con dos establecimientos hoteleros y ocho extrahoteleros, con un total de menos de un centenar de plazas.

### Flora y fauna

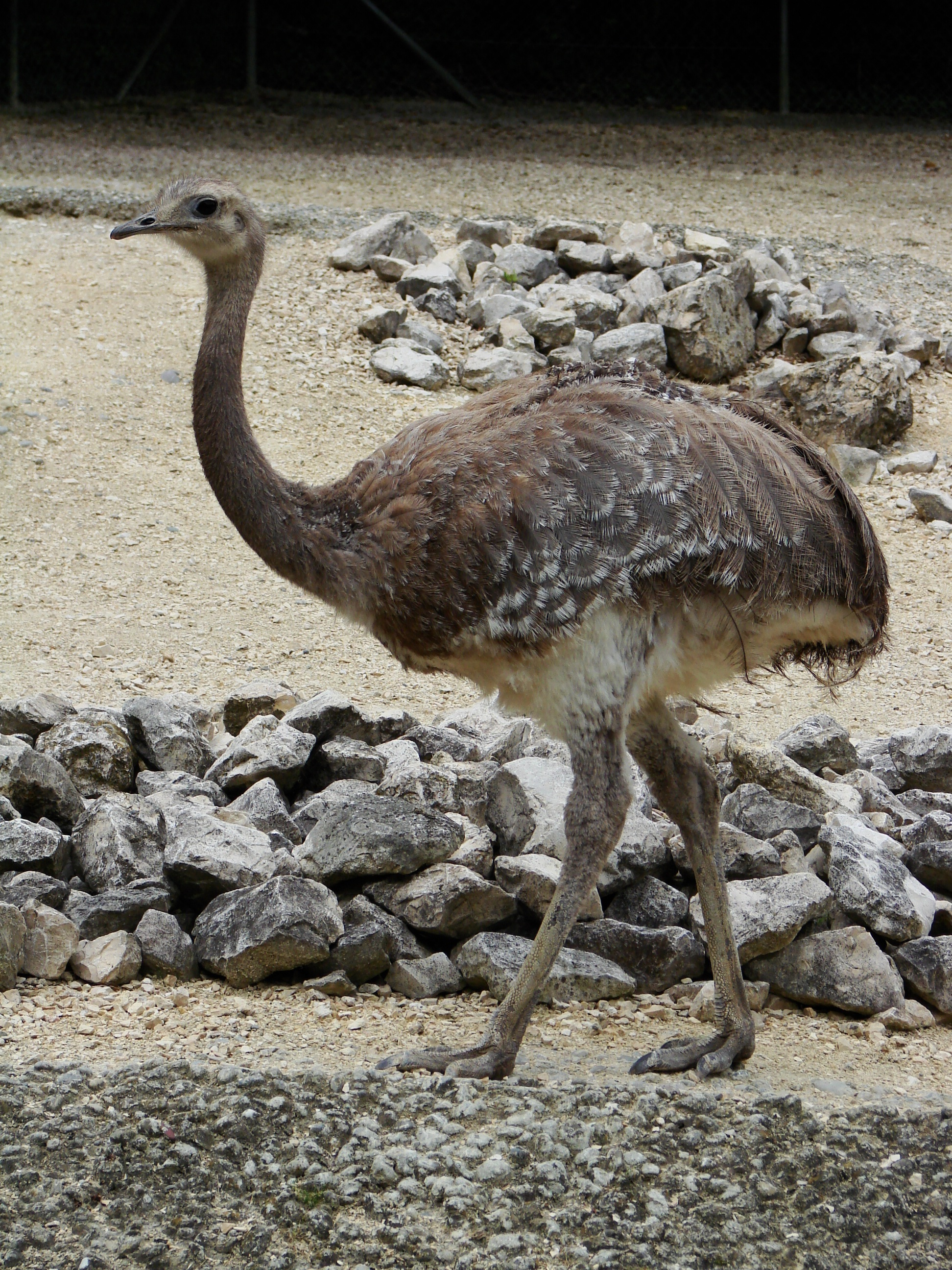
Ñandú petiso. (Rhea pennata).

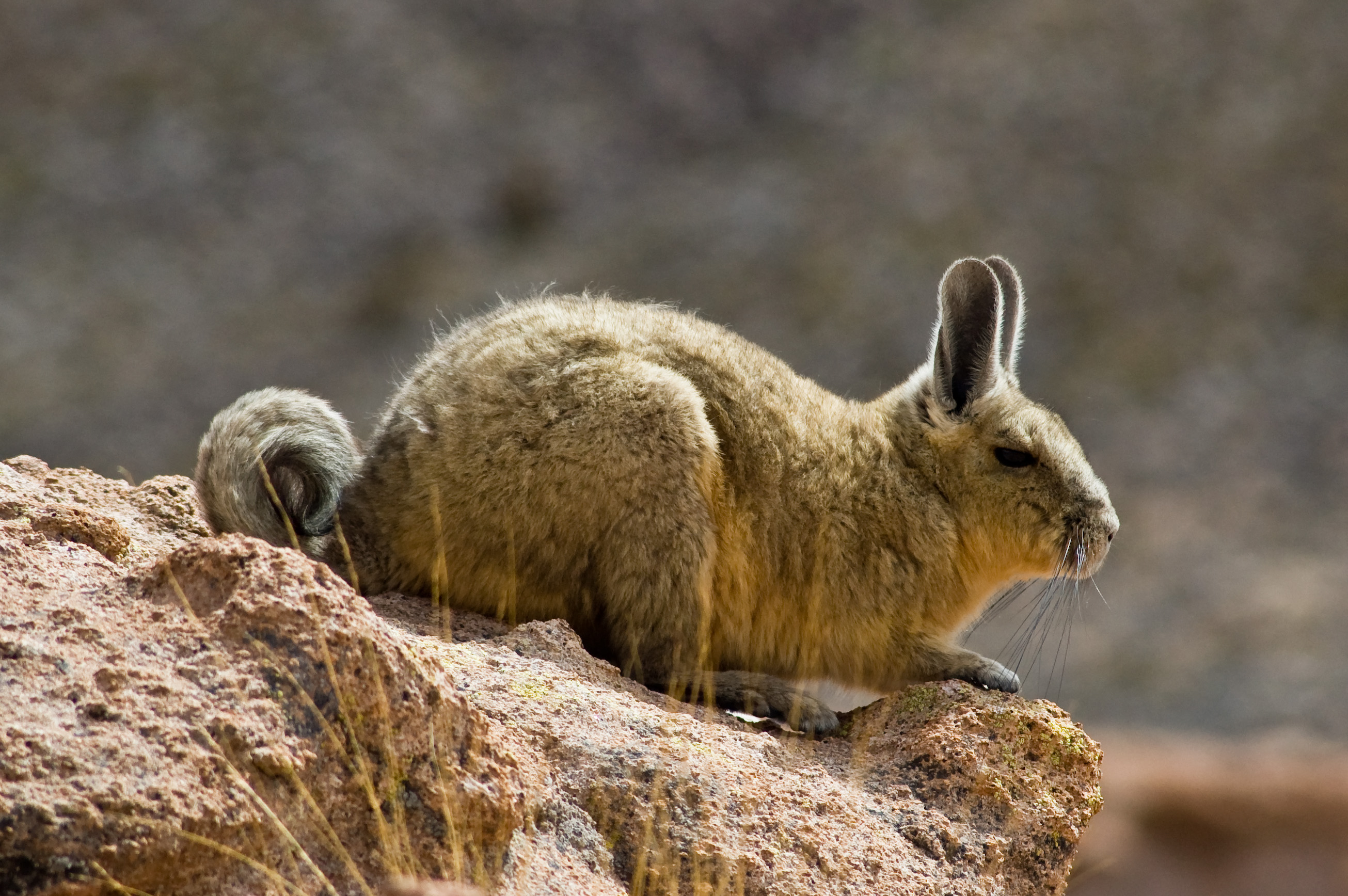
Vizcacha de la Sierra. (Lagidium viscacia)

La flora y la fauna de la región se corresponden con la típica de ambiente serrano árido y clima caracterizado por inviernos benignos y veranos calurosos en las zonas bajas y ambiente andino en las zonas elevadas del cordón de Famatina.
Animales endémicos de Famatina son: las aves conocidas popularmente como bandurritas, las remolineras, los canasteros o piscuines; la lagartija de Famatina (en vías de extinción), el  lagarto cola piche riojano (en vías de extinción); y entre los mamíferos la rata chinchilla riojana (en vías de extinción) y el chinchillón.
Existen además poblaciones de especies amenazadas de la región andina como taruca Hippocamelus antisensis (una especie de ciervo grande), el cóndor andino Vultur gryphus y el ñandú petiso Rhea pennata.
En cuanto a la flora es endémica la planta llamada popularmente romerillo.
Reserva Provincial Serranías del Famatina
La protección de esta rica biodiversidad, junto con el imponente paisaje de montaña, impulsó en 2002 la creación de la Reserva Provincial Serranías del Famatina (Ley provincial 7.292). Sin embargo, dicha reserva nunca fue implementada y delimitada.